# فینال جام حذفی فوتبال انگلستان ۱۸۸۱
فینال جام حذفی فوتبال انگلستان ۱۸۸۱، رقابت پایانی جام حذفی فوتبال انگلستان در سال ۱۸۸۱ میلادی است که مابین دو تیم باشگاه فوتبال اولد کارتوسیانس و باشگاه فوتبال اولد اتونیاس در ورزشگاه اووال لندن برگزار شده‌است.
این مسابقه که در تاریخ ۹ آوریل ۱۸۸۱ انجام شده‌است با نتیجه ۳ بر ۰ به سود تیم باشگاه فوتبال الد کارتوسیانس به پایان رسید.